# Frédéric Lescure
Frédéric Lescure, né le 27 mai 1904 à Selongey (Côte-d'Or) et mort le 5 décembre 1993, est un industriel et homme politique français.

## Biographie
Fondateur de la société SEB (Société d'emboutissage de Bourgogne) qui lança la cocotte-minute en 1953, il en fut le président-directeur général de 1953 à 1972, puis président du conseil de surveillance de 1972 à 1975.
Il fut également conseiller général de Côte-d´Or, maire de Selongey (1971 à 1983) et conseiller régional de Bourgogne (1981 à 1986). Il est le président du Conseil régional de Bourgogne de 1983 à 1985.
Il rapporte ses souvenirs de la Seconde Guerre mondiale dans un ouvrage intitulé Guerrier errant. Il y relate son passage par la France libre avant son étonnant retour en France en 1941.